# Santa María de Dota
Santa María es un distrito del cantón de Dota, en la provincia de San José, de Costa Rica.

## Ubicación

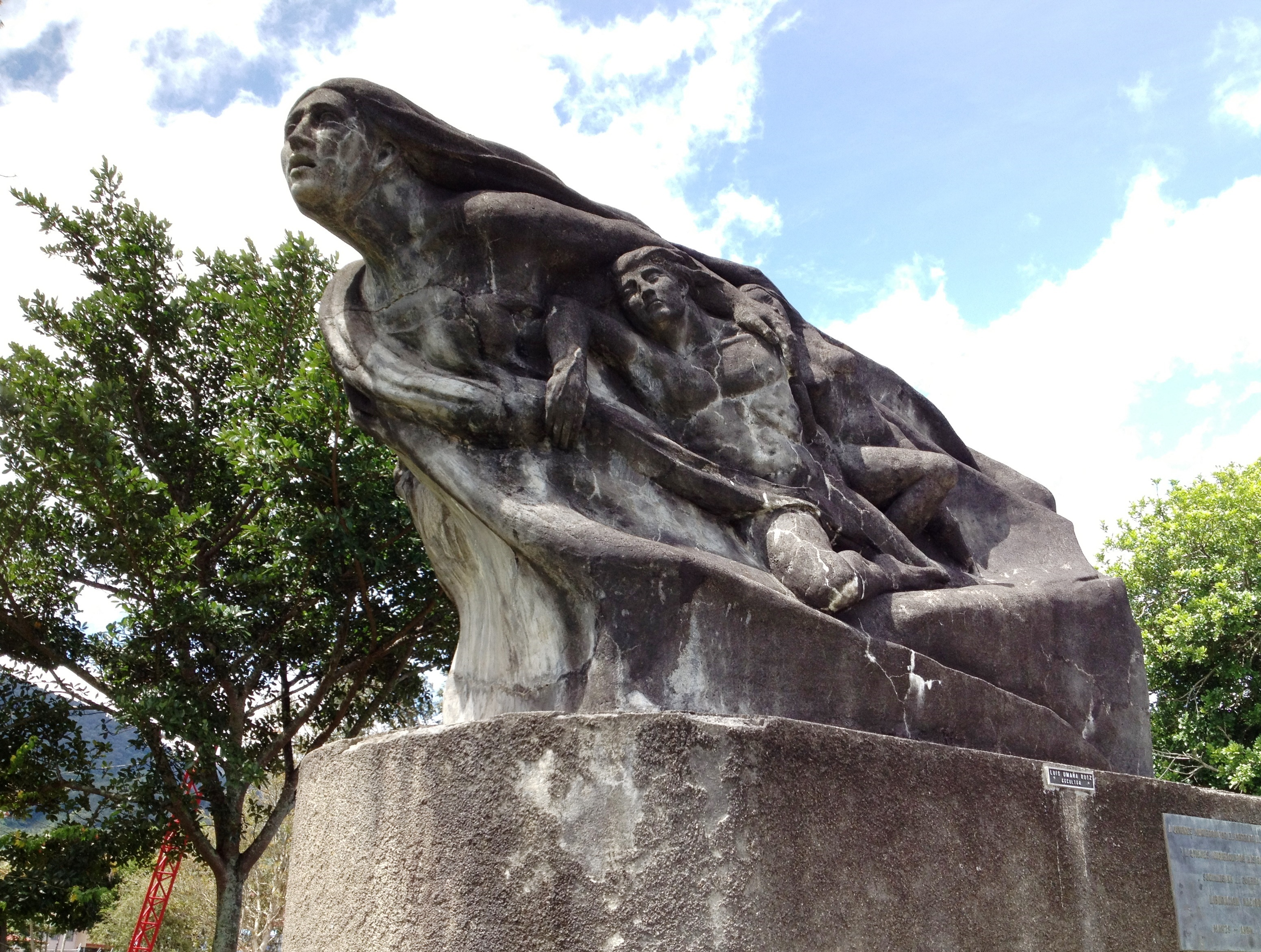
Parque de Santa María de Dota. Monumento "en memoria de los caídos en defensa del sufragio y de las garantías sociales" en la Guerra de Liberación Nacional de 1948. Escultura obra de Luis Umaña Ruiz.

Su centro administrativo es la ciudad homónima de Santa María.

## Geografía
Santa María cuenta con un área de 93,6 km² y una altitud media de 1548 m s. n. m.

## Demografía
Para el año 2022, Santa María cuenta con una población estimada de 6030 habitantes, y para el último censo efectuado, en 2011, Santa María contaba con una población de 4621 habitantes.

## Localidades
- Barrios: Bandera, Higueronal, Llano, Nubes, San Rafael.
- Poblados: Botella, Cedral, Guaria, Naranjo, Quebrada Grande (parte), Reyes, San Joaquín, San Lucas, Sukia, Vapor.

## Transporte

### Carreteras
Al distrito lo atraviesan las siguientes rutas nacionales de carretera:
- Ruta nacional 226
- Ruta nacional 315